# أوليفيه نتشام
جول أوليفيه نتشام (ولد في 9 فبراير 1996) هو لاعب كرة قدم فرنسي يلعب ك‍لاعب وسط في نادي مارسيليا المنتمي لليغ 1.
ولد نتشام في لوجيمو، وهي ضاحية جنوبية في باريس، ولعب مع العديد من نوادي الشباب في باريس وحولها قبل أن ينضم إلى أكادي الشباب في نادي باريس ثم لوهافر. وفي سن 16، انضم نتشام إلى فريق تطوير النخبة في مانشستر سيتي مقابل 730,000 جنيه إسترليني في عام 2012. وقد لاحظ مدير النادي مانويل بيليغريني، الذي أشركه في جولة سيتي الموسمية السابقة في عام 2015، إمكانيات نتشام في تطويره تحت إشراف المدير التنفيذي لتنمية كرة القدم في سيتي باتريك فييرا. بعد توقيع عقد احترافي مع سيتي، تم إعارة نتشام لفترة موسمين في جنوى في إيطاليا، مع خيار الشراء في وقت لاحق. في يوليو 2017، وقع نتشام مع سلتيك الإسكتلندي في صفقة دائمة لمدة أربع سنوات مع نادي غلاسكو. ووقع على تمديد عقده مع سلتيك في نوفمبر 2018، وتمديد بقاءه حتى عام 2022. في فبراير 2021، تم إعارة نتشام إلى نادي أولمبيك مارسيليا الفرنسي.
على الصعيد الدولي، مثّل نتشام فرنسا على مستويات عديدة، كان آخرها منتخب فرنسا لكرة القدم تحت 21 عامًا في بطولة أوروبا تحت 21 عامًا.

## وصلات خارجية
أوليفيه نتشام على موقع الاتحاد الأوربي (الإنجليزية)
- أوليفيه نتشام على موقع اتحاد تركيا (لاعب) (الإنجليزية)
- أوليفيه نتشام على موقع إي إس بي إن إف سي (الإنجليزية)
- أوليفيه نتشام على موقع قاعدة بيانات كرة القدم.إي يو (الإنجليزية)
- أوليفيه نتشام على موقع ليكيب (الفرنسية)
- أوليفيه نتشام على موقع ناشيونال فوتبول تيمز (الإنجليزية)
- أوليفيه نتشام على موقع Soccerbase.com (لاعب) (الإنجليزية)
- أوليفيه نتشام على موقع Soccerway.com (الإنجليزية)
- أوليفيه نتشام على موقع عالم كرة القدم.نت (الإنجليزية)
- أوليفيه نتشام على موقع AS.com (الإسبانية)